# Ткаченко Іван Семенович
Іва́н Семе́нович Ткаче́нко (нар. 20 червня 1939, Маріуполь) — український вчений у галузі економіко-математичного моделювання, доктор економічних наук (1989), доцент кафедри економічної кібернетики (1976), професор кафедри економіко-математичних методів і моделей (1998) Тернопільської академії народного господарства, академік Української академії національного прогресу (1992). Почесний член вченої ради Американського Біографічного інституту (1999).

## Життєпис
Народився 20 червня 1939 року в місті Маріуполі Донецької області.
Закінчив Бердянський державний педагогічний інститут ім. П. Д. Осипенка, факультет фізмату (1963).
Навчався в аспірантурі (заочно) Інституту Гірничої механіки та технічної кібернетики ім. М. М. Федорова (1970, Донецьк). Захистив кандидатську дисертацію «Моделювання системи розподілу залізничних вагонів між пріоритетними вимогами вугільних шахт» (1971). Докторську дисертацію «Імітаційне моделювання функціонування матеріальних потоків у виробничо-економічних системах» захистив у 1989.

## Наукові зацікавлення
Наукові дослідження зосереджені на розробці сукупностей економіко-математичних моделей: економіки поселень, бізнесу та підприємництва, гнучкого управління вищими навчальними закладами; на розробці методичного забезпечення викладання економічних дисциплін, а також на вивченні математичних властивостей золотого перетину у суспільстві та природі.
Роботи Ткаченка охоплюють імітаційні моделі дослідження матеріальних потоків у виробничо-економічних системах в умовах функціонування ринкової економіки для різних галузей економіки (харчова промисловість, електротехнічна, машинобудівна тощо).
Запропонував авторський підхід до дослідження проблеми нової математичної галузі науки — функцій Фібоначчі та Люка.
Професор Ткаченко проводить атестацію наукових кадрів, є членом спеціалізованої вченої ради при Київському національному економічному університеті.
Підготував до захисту 6 кандидатів наук з економіко-математичного моделювання.

## Праці
Понад 130 наукових праць, присвячених науковим дослідженням з системного аналізу та економіко-математичного моделювання виробничих процесів і систем, формування нової теорії гіперболічної тригонометрії Фібоначчі, методики викладання економічних дисциплін, проблем економіки вищої освіти тощо.